# Zone tourbeuse du Bois d'Enfer
La zone tourbeuse du Bois d'Enfer est une zone naturelle d'intérêt écologique, faunistique et floristique (ZNIEFF) française du département de la Dordogne, en région Nouvelle-Aquitaine.

## Situation
Dans le nord du département de la Dordogne, à l'intérieur du parc naturel régional Périgord-Limousin, la zone tourbeuse du Bois d'Enfer s'étend sur 5,01 hectares sur le territoire de l'ancienne commune de Saint-Crépin-de-Richemont, intégrée à la commune nouvelle de Brantôme en Périgord depuis 2019, au sud du château de Bagatelle.
La zone s'étage entre 175 et 215 mètres d'altitude sur des coteaux en tête de bassin du Boulou à l'est et d'un petit affluent de la Nizonne au nord.

## Description
Le site de la zone tourbeuse du Bois d'Enfer est une zone naturelle d'intérêt écologique, faunistique et floristique (ZNIEFF) de type I, c'est-à-dire qu'elle est de superficie réduite, avec des espaces homogènes d’un point de vue écologique et qu'elle abrite au moins une espèce et/ou un habitat rares ou menacés, d’intérêt aussi bien local que régional, national ou communautaire.
La ZNIEFF est composée principalement de « landes humides plus ou moins tourbeuses » dans lesquelles pousse une espèce déterminante de plantes. Elle intègre un petit plan d'eau : l'étang de Bodifer.
Des recensements y ont été effectués au niveau faunistique dans les années 2000 et au niveau floristique dans les années 1990 et 2000.
Cette ZNIEFF, tout comme les ZNIEFF « Réseau hydrographique et coteaux du Boulou amont » et « Réseau hydrographique et coteaux du Boulou aval » fait partie d'une ZNIEFF de type II plus vaste « Vallée et coteaux du Boulou » représentant la quasi-totalité du cours du Boulou, depuis sa source jusqu'à la route départementale 106, deux cents mètres avant sa confluence avec la Dronne,.

## Faune recensée
En 2005, quatre espèces de libellules y ont été recensées : l'Agrion élégant (Ischnura elegans), l'Agrion nain (Ischnura pumilio), le Cordulégastre annelé (Cordulegaster boltonii) et la Libellule fauve (Libellula fulva).

## Flore recensée

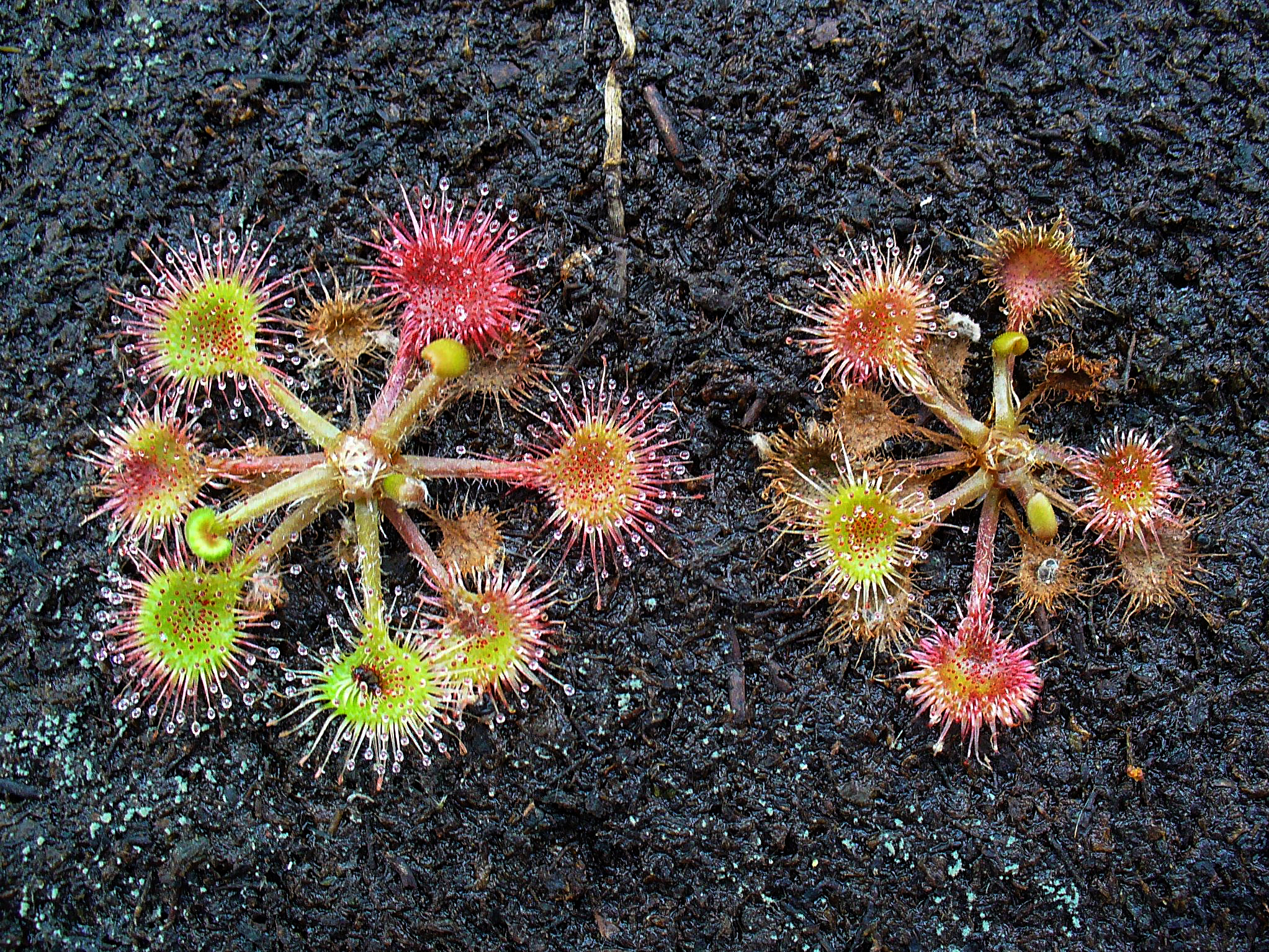
Droséra à feuilles rondes.

Une espèce déterminante de plantes a été recensée sur la ZNIEFF en 1997 : la Droséra à feuilles rondes (Drosera rotundifolia).
Par ailleurs, deux genres de plantes : Ronces (Rubus) et Sphaignes (Sphagnum) y ont été recensées en 2005 — sans précision de la ou des espèces présentes sur le site — et 39 autres espèces végétales y ont été répertoriées en 1997 et 2005 : Agrostide commune (Agrostis capillaris), Ajonc d'Europe (Ulex europaeus), Ajonc nain (Ulex minor), Asphodèle blanc (Asphodelus albus), Avoine de Thore (Arrhenatherum longifolium), Bouleau verruqueux (Betula pendula), Bourdaine (Frangula alnus), Bruyère à balais (Erica scoparia), Bruyère cendrée (Erica cinerea), Bruyère ciliée (Erica ciliaris), Callune (Calluna vulgaris), Centaurée noire (Centaurea nigra), Châtaignier commun (Castanea sativa, Chêne pédonculé (Quercus robur), Choin noirâtre (Schoenus nigricans), Dryoptéris des chartreux (Dryopteris carthusiana), Écuelle d'eau (Hydrocotyle vulgaris), Eupatoire à feuilles de chanvre (Eupatorium cannabinum), 
Fougère aigle (Pteridium aquilinum), Grassette du Portugal (Pinguicula lusitanica), Houx (Ilex aquifolium), Jonc à tépales aigus (Juncus acutiflorus), Jonc bulbeux (Juncus bulbosus), Jonc des crapauds (Juncus bufonius), Laîche cuivrée (Carex otrubae), Laîche puce (Carex pulicaris), Lobélie brûlante (Lobelia urens), Lysimaque commune (Lysimachia vulgaris), Millepertuis des marais (Hypericum elodes), Molinie bleue (Molinia caerulea, Mouron délicat (Anagallis tenella), Orchis tacheté (Dactylorhiza maculata), Pin maritime (Pinus pinaster), Potamot à feuilles de Renouée (Potamogeton polygonifolius), Pulmonaire officinale (Pulmonaria officinalis), Salicaire commune ( Lythrum salicaria), 
Saule à feuilles d'olivier (Salix acuminata), Saule à oreillettes (Salix aurita) et Scirpe à nombreuses tiges (Eleocharis multicaulis).
Parmi les espèces de plantes présentes sur le site, la Droséra à feuilles rondes (Drosera rotundifolia) est protégée sur l'ensemble du territoire français, et les sphaignes (Sphagnum) sont protégées au titre de la Directive habitats de l'Union européenne.